# Турано-Лодіджано
Турано-Лодіджано (італ. Turano Lodigiano) — муніципалітет в Італії, у регіоні Ломбардія,  провінція Лоді.
Турано-Лодіджано розташоване на відстані близько 450 км на північний захід від Рима, 45 км на південний схід від Мілана, 14 км на схід від Лоді.
Населення — 1560 осіб (2014).

## Демографія
Населення за роками:

Станом на 1 січня 2023 року в муніципалітеті офіційно проживало 139 іноземців з 22 країн, серед них 79 громадян країн Євросоюзу та 3 громадяни України.

## Сусідні муніципалітети
- Бертоніко
- Казальпустерленго
- Кавенаго-д'Адда
- Кредера-Рубб'яно
- Маїраго
- Москаццано
- Секуньяго
- Терранова-дей-Пассерині